# Norra Stenträsket
Norra Stenträsket är en sjö i Sorsele kommun i Lappland och ingår i Umeälvens huvudavrinningsområde. Sjön har en area på 0,135 kvadratkilometer och ligger 406,1 meter över havet.

## Delavrinningsområde
Norra Stenträsket ingår i det delavrinningsområde (727923-159236) som SMHI kallar för Inloppet i Buresjön. Medelhöjden är 422 meter över havet och ytan är 17,54 kvadratkilometer. Det finns ett avrinningsområde uppströms, och räknas det in blir den ackumulerade arean 48,19 kvadratkilometer. Storbäcken som avvattnar avrinningsområdet har biflödesordning 4, vilket innebär att vattnet flödar genom totalt 4 vattendrag innan det når havet efter 303 kilometer. Avrinningsområdet består mestadels av skog (81 procent). Avrinningsområdet har 0,36 kvadratkilometer vattenytor vilket ger det en sjöprocent på 9,3 procent.